# Yanic Konan Niederhäuser
Yanic Konan Niederhäuser, né le 14 mars 2003 à Fräschels en Suisse, est un joueur suisse de basket-ball évoluant au poste de pivot et mesurant 2,11 m.

## Biographie

### NBA
Yanic Konan Niederhäuser est sélectionné en trentième position par les Clippers de Los Angeles lors de la draft 2025 de la NBA.